# Nyctimantis rugiceps
Nyctimantis rugiceps is een kikker uit de familie boomkikkers (Hylidae).

## Naamgeving
Er is nog geen Nederlandse naam voor deze monotypische soort, de enige uit het geslacht Nyctimantis. De soort werd voor het eerst wetenschappelijk beschreven door George Albert Boulenger in 1882. De soortaanduiding rugiceps betekent vrij vertaald 'gerimpelde kop'.

## Verspreiding
De kikker leeft in tropische bossen in Colombia, Ecuador en Peru, mogelijk ook in Brazilië. In gecultiveerde streken wordt de kikker niet gevonden. Nyctimantis rugiceps is aangetroffen op een hoogte van 200 tot 1200 boven zeeniveau. Nyctimantis rugiceps heeft een groot verspreidingsgebied maar is niet algemeen.

## Levenswijze
Een bijzonderheid is de ontwikkeling van de kikker; de kikkervisjes worden door het vrouwtje gevoed met voedseleitjes; onbevruchte eitjes die enkel dienen als voedsel voor de larven. Hierdoor hoeven de larven niet op zoek naar voedsel wat een voordeel is ten opzichte de larven van andere soorten. Ook andere kikkers, zoals de pijlgifkikkers uit het geslacht Oophaga, kennen dit trucje.